# Kongens Bryghus
Kongens Bryghus eller Christian IV's Bryghus är ett hus på Slotsholmen i Köpenhamn, i hörnet Frederiksholms Kanal och Christians Brygge. Det är såvitt känt Danmarks äldsta brygghus. Funktionen brygghus är dock känt i Danmark sedan Kristofer av Bayerns dagar. 
Det härrör från 1618, men brann ner 1632 för att återuppbyggas 1635–36, brinna ner igen natten mellan 7 och 8 maj 1767 och återuppbyggas igen strax därefter. 
Under det framgångsrika försvaret av Köpenhamn mot ett omfattande svenskt anfall 11 februari 1659, stod brygghuset som en del av stadens försvar. Efter Köpenhamnsbranden 1767 övergick det i händerna på den danska försvarsmakten. Då flyttade själva bryggningen till andra sidan kanalen. Fram till 1827 fungerade dock byggnaden som lager. Idag tillhör det Tøjhusmuseet. 